# 陶爾克納菲厄澤

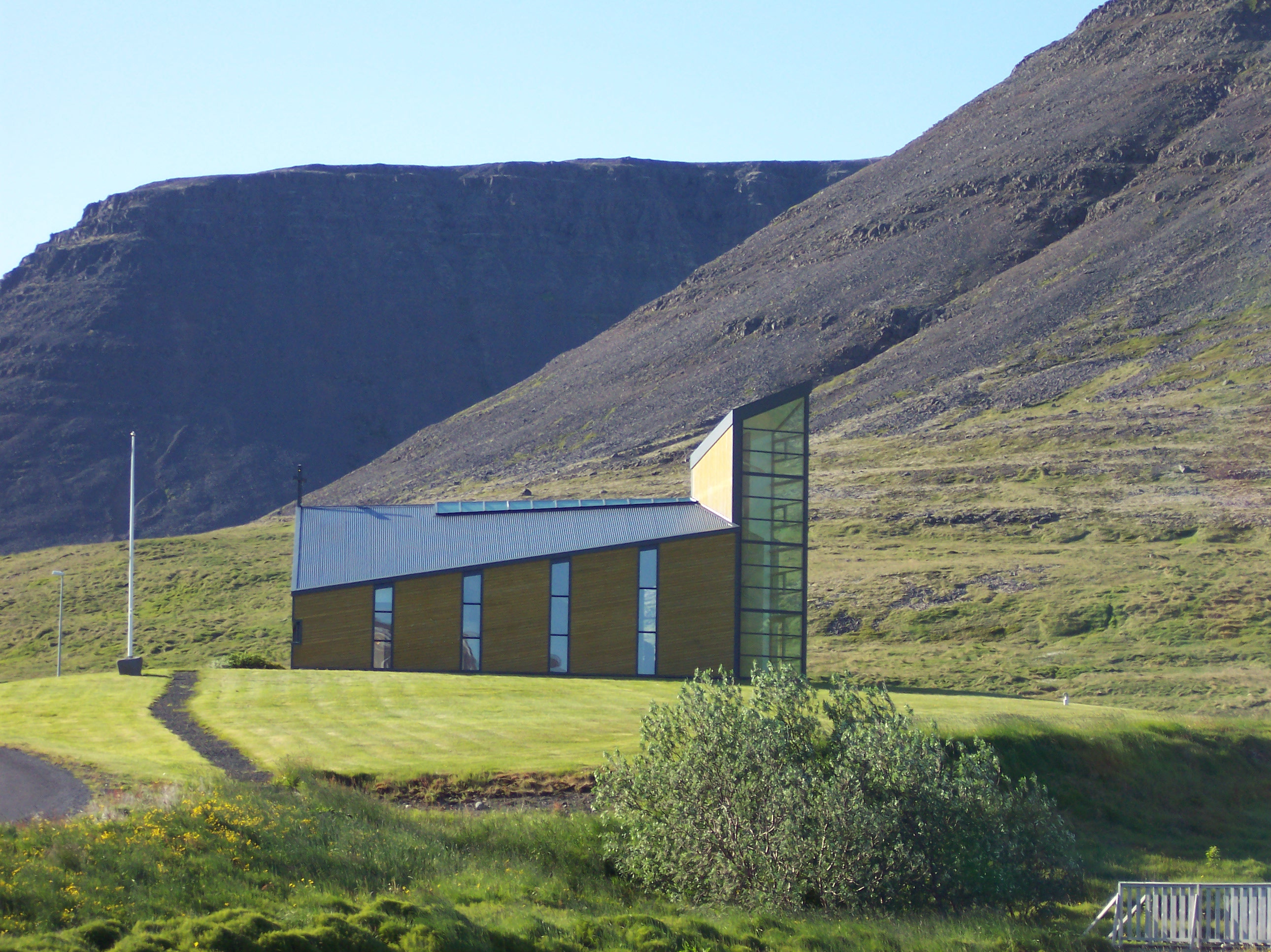
教堂

陶爾克納菲厄澤是冰島西峽灣區韦斯特比格兹市镇的城镇，位于同名峡湾岸边，同名峡湾则译为“陶尔克纳峡湾”。该镇距离首都雷克雅未克403公里。2023年人口数量为244人。
此镇为原陶尔克纳峡湾区市镇的唯一聚居点，因此有时镇名也指代整个市镇。2023年市镇居民投票决定与韦斯特比格兹合并，并在2024年5月正式生效。